# 荒川務
荒川 務（あらかわ つとむ、1960年8月26日 - ）は、日本の元歌手・ミュージカル俳優である。東京都出身。劇団四季所属。東京都北区立王子小学校、東京都北区立王子中学校（現王子桜中学校）、私立堀越高等学校卒業。血液型はB型。

## 経歴
- 小学生時代、俳優である父の影響で劇団ひまわりに入団。
- 13歳の時、モノマネ番組で郷ひろみの歌を歌ったところを松島トモ子に見出され、芸能事務所「第一共永」に移籍し、『太陽の日曜日』でNAVレコードから歌手デビューを果たす。
- 1974年、第16回日本レコード大賞新人賞を受賞[1][2]。アイドル歌手として活躍。
- 1979年、劇団四季の『コーラスライン』オーディションを受けるが不合格。
- 1980年、奈良橋陽子演出の『ヘアー』オーディションに合格。主演（クロード役）。その後レッスンを受けながらミュージカルに出演し、単身ニューヨークへ渡り5年間タップ・バレエ・ダンス等のレッスンを受ける。
- 1985年、再度、劇団四季のオーディションを受け合格。
- 1986年、『ウエストサイド物語』リフ役でデビューする。

## 出演

### ミュージカル
- ヘアー（1980年、パルコ劇場・サンシャイン劇場／音楽監督：タケカワユキヒデ） - クロード 役
- ウエストサイド物語（1986年4月、日生劇場ほか） - リフ 役
- 夢から醒めた夢（1987年、日生劇場ほか） - メソ、夢の配達人 役
- キャッツ - ラム・タム・タガー 役　マンカストラップ役
- コーラスライン - ボビー 役・ザック役
- クレイジー・フォー・ユー - ボビー・チャイルド 役、ベラ・ザングラー役
- ソング&ダンス
- 美女と野獣 - ビースト 役
- コンタクト（Contact） - マイケル・ワイリー 役
- マンマ・ミーア! - サム・カーマイケル 役
- 異国の丘 - 九重秀隆役
- 魔法をすてたマジョリン - ダビッド役
- はだかの王様 - スリッパ役
- リトルマーメイド - スカットル役・セバスチャン役
- サウンド・オブ・ミュージック - マックス役

### ストレートプレイ
- オンディーヌ - ハンス 役
- ハムレット - レイアーティーズ 役
- ヴェニスの商人 - アントーニオー 役
- ブラックコメディ - ブリンズリー・ミラー役

### テレビ番組
- GO!GOスカイヤー 大空の勇者 第7話「燃えろ! 愛と青春の翼」（1973年5月8日、フジテレビ）
- 家族でハッスル歌合戦（1976年、フジテレビ） - 審査員
- '88夏休みスペシャル 思い出のアイドルスター大集合in大磯（1988年7月22日、フジテレビ） - デビュー曲『太陽の日曜日』を披露

## ディスコグラフィ
- 全てのシングル・アルバムはNAVレコードからリリースされた。

### シングル
| #               | 発売日         | A/B面       | タイトル                 | 作詞        | 作曲                | 編曲           | 規格品番    |
| 荒川務 名義     | 荒川務 名義    | 荒川務 名義 | 荒川務 名義              | 荒川務 名義 | 荒川務 名義         | 荒川務 名義    | 荒川務 名義 |
| --------------- | -------------- | ----------- | ------------------------ | ----------- | ------------------- | -------------- | ----------- |
| 1               | 1974年 6月10日 | A面         | 太陽の日曜日             | 安井かずみ  | 都倉俊一            | 都倉俊一       | NA-5        |
| 1               | 1974年 6月10日 | B面         | しらん顔して             | 安井かずみ  | 都倉俊一            | 都倉俊一       | NA-5        |
| 2               | 1974年 9月     | A面         | はじめての純情           | ちあき哲也  | 都倉俊一            | いしだかつのり | NA-10       |
| 2               | 1974年 9月     | B面         | ふたりの計画             | 安井かずみ  | 都倉俊一            | 都倉俊一       | NA-10       |
| 3               | 1974年 11月    | A面         | 朝も昼も夜も             | 安井かずみ  | 都倉俊一            | ボブ佐久間     | NA-13       |
| 3               | 1974年 11月    | B面         | 君のいる世界             | 安井かずみ  | 都倉俊一            | ボブ佐久間     | NA-13       |
| 4               | 1975年 2月     | A面         | 僕を許して               | 千家和也    | 都倉俊一            | 高田弘         | NA-16       |
| 4               | 1975年 2月     | B面         | 女ともだち               | 千家和也    | 都倉俊一            | 高田弘         | NA-16       |
| 5               | 1975年 5月     | A面         | 君の微笑み               | 千家和也    | 馬飼野康二          | 馬飼野康二     | NA-20       |
| 5               | 1975年 5月     | B面         | 君の存在                 | 千家和也    | 馬飼野康二          | 馬飼野康二     | NA-20       |
| 6               | 1975年 7月     | A面         | ちいさな誤解             | 相原初子    | 馬飼野康二          | 馬飼野康二     | NA-24       |
| 6               | 1975年 7月     | B面         | ブラームスは聞かない     | 松本隆      | 馬飼野康二          | 馬飼野康二     | NA-24       |
| 7               | 1975年 10月    | A面         | 僕たちの恋               | 千家和也    | 馬飼野康二          | 馬飼野康二     | NA-27       |
| 7               | 1975年 10月    | B面         | 真実の愛                 | 千家和也    | 馬飼野康二          | いしだかつのり | NA-27       |
| 8               | 1976年 2月     | A面         | 未成年                   | 千家和也    | 平尾昌晃            | 馬飼野俊一     | NA-30       |
| 8               | 1976年 2月     | B面         | ひとりにしないで         | 千家和也    | 平尾昌晃            | 馬飼野俊一     | NA-30       |
| 9               | 1976年 7月     | A面         | リトル・エンジェル       | 岡田冨美子  | 田山雅充            | 船山基紀       | N-4         |
| 9               | 1976年 7月     | B面         | フライ・フライ・フライ   | 岡田冨美子  | 田山雅充            | 船山基紀       | N-4         |
| 荒川つとむ 名義 |                |             |                          |             |                     |                |             |
| 10              | 1977年 8月     | A面         | 青春前期                 | 山川啓介    | 佐瀬寿一            | 船山基紀       | N-19        |
| 10              | 1977年 8月     | B面         | 九月物語                 | 山川啓介    | 佐瀬寿一            | 萩田光雄       | N-19        |
| 11              | 1977年 12月    | A面         | ふたりの絆               | 中里綴      | 加瀬邦彦            | 船山基紀       | N-25        |
| 11              | 1977年 12月    | B面         | 青春の時間割             | 三浦徳子    | 佐瀬寿一            | 萩田光雄       | N-25        |
| 12              | 1978年 5月     | A面         | さよなら一部始終         | 岩沢律      | 佐瀬寿一            | 萩田光雄       | N-28        |
| 12              | 1978年 5月     | B面         | あなたに魅せられ空まわり | 三浦徳子    | 佐瀬寿一            | 萩田光雄       | N-28        |
| 13              | 1979年 5月     | A面         | 心は横にひび割れて       | 三浦徳子    | 桑名正博            | 鈴木茂 戸塚修  | N-43        |
| 13              | 1979年 5月     | B面         | ジキル＆ハイド           | 三浦徳子    | 桑名正博            | 鈴木茂 戸塚修  | N-43        |
| 14              | 1980年 9月5日  | A面         | 銀河のロマンス           | 橋本淳      | すぎやまこういち    | 松井忠重       | N-55        |
| 14              | 1980年 9月5日  | B面         | 悲しき街角               | 安河内裕子  | D.Milani E.Ghihazzi | 松井忠重       | N-55        |

### アルバム

#### ライブ・アルバム
- つとむ・オン・ステージ（1975年11月／NA-3010）

### アニメソング
- 虹色の騎士 (ロビンマスクのテーマ)（1984年、『キン肉マン』イメージソング）※こおろぎ'73とともに
- 恐怖の惑星バルカン (プラネットマンのテーマ）（1984年、『キン肉マン』イメージソング）
- キケンだキケンだケンダマン (ケンダマンのテーマ)（1984年、『キン肉マン』イメージソング）
- 君を守りたい（1984年、『超人ロック〈光の剣〉』イメージソング）※坂井紀雄とのデュエット